# Aires Antônio de Morais Âncora
Aires António de Moraes Âncora (Recife, 1831 — 1890) foi um militar do exército brasileiro da época imperial.
Era filho do engenheiro militar Firmino Herculano de Morais Âncora. Como oficial do Exército brasileiro, combateu na Guerra do Paraguai e chegou à patente de marechal-de-campo.
Fixou-se no Rio de Janeiro e ocupou o cargo de conselheiro de guerra do Império brasileiro, tendo falecido no final do século XIX, quando se encontrava vivendo na França, possivelmente acompanhando Dom Pedro II em seu exílio.
Foi ministro do Superior Tribunal Militar entre 1888 e a data de seu falecimento.
Em sua homenagem, o antigo Largo do Moura, na cidade do Rio de Janeiro passou a se chamar Praça Marechal Âncora.